# مهدی سعادتی
مهدی سعادتی بیشه‌سری (زادهٔ ۲۰ مرداد ۱۳۴۰) سرتیپ‌دوم سپاه پاسداران انقلاب اسلامی است، که در دوره یازدهم مجلس شورای اسلامی به‌عنوان نمایندهٔ بابل از استان مازندران در مجلس حضور داشت.
وی فعالیت نظامی را در خلال جنگ ایران و عراق در سپاه پاسداران آغاز کرد. سعادتی از ۱۳۷۶ تا ۱۳۷۸ فرمانده بسیج استان هرمزگان بود، از ۱۳۷۸ تا ۱۳۸۰ به‌عنوان فرمانده بسیج استان همدان فعالیت می‌کرد، در فاصله سال‌های ۱۳۸۰ تا ۱۳۸۴ فرماندهی بسیج استان مازندران را برعهده داشت، از ۱۳۸۴ تا ۱۳۸۷ فرمانده بسیج استان خوزستان بود و از ۱۳۸۷ تا ۱۳۸۹ به‌عنوان جانشین فرمانده سپاه ولی عصر خوزستان فعالیت می‌کرد. سعادتی از ۱۳۸۹ تا ۱۳۹۱ استاندار کرمان بود.

## مجلس شورای اسلامی
او در یازدهمین انتخابات مجلس شورای اسلامی که در تاریخ ۲ اسفند ۱۳۹۸ برگزار شد، با کسب ۵۰ هزار و ۷۲۳ رای از مجموع ۱۸۲ هزار و ۱۶۳ رای، از حوزه انتخابیه بابل از استان مازندران انتخاب شد.
وی تا شهریور ۱۳۹۱ استاندار گیلان بود که پس از روح‌الله قهرمانی چابک به این سمت منصوب شد و سرانجام سمت خود را به کیهان هاشم‌نیا تحویل داد.

## حواشی

#### نماز در جلسه
در جریان نشست جمعی از اعضای کمیسیون امنیت ملی و سیاست خارجی مجلس شورای اسلامی در روز سه شنبه ۱۶ آذر ۱۴۰۰ با حسین امیر عبداللهیان و در محل وزارت امور خارجه، نماز خواندن مهدی سعادتی بیشه سر در حین برگزاری جلسه و پشت میز به صورت ایستاده بازتاب زیادی در شبکه‌های اجتماعی به همراه داشته است. وی در توضیح چرایی نماز خواندن حین جلسه رسمی گفت: چون بر روی نماز اول وقت حساس هستم، نمازم را خواندم. همین‌طور بعد از انتشار تصاویر نمازخواندن وی در جریان نشست دوباره فیلمی از او در شبکه‌های مجازی منتشر شد که او را درحال نماز خواندن در یک جلسه دیگر رسمی نشان می‌دهد.